# Michael von Albrecht
Pour les articles homonymes, voir Albrecht.
Michael von Albrecht, né à Stuttgart (Allemagne) le 22 août 1933, est un philologue, professeur d'université et traducteur allemand.
En 2004, il obtient le prix Johann Heinrich Voß pour la traduction.

## Biographie
Fils du compositeur Georg von Albrecht, Michael von Albrecht fréquente d'abord l'École supérieure de musique de Stuttgart (Hochschule für Musik und Darstellende Kunst Stuttgart), où il est gradué en 1955. Il étudie ensuite la philologie classique à Paris et l'indologie à Tübingen.
En 1964, Albrecht est nommé professeur de philologie classique à l'université de Heidelberg où, professeur émérite en 1988, il professe la littérature latine jusqu'à sa retraite en 1998. Il est également professeur invité à l'université d'Amsterdam (1977/1978) et membre invité à l'Institute for Advanced Study à Princeton en 1981. Ses recherches se concentrent sur la musique ancienne, la littérature romaine, l'histoire et la littérature comparée. Son Histoire de la littérature romaine (Geschichte der römischen Literatur en deux volumes, a été traduit en huit langues et est devenu un ouvrage de référence sur les auteurs romains en prose. Il traduit également les grands auteurs latins, principalement Virgile et Ovide. En 1998, il reçoit un doctorat honoris causa de l'université Aristote de Thessalonique.

## Œuvre
- La littérature latine de Livius Andronicus à Boèce et sa permanence dans les lettres européennes, tome I, traduit de l'allemand par Pierre Assenmaker avec la collaboration d'Anne-Marie Doyen-Higuet et d'Herman Seldeslachts, collection d'études classiques ; 26, Louvain : Peeters, 2014  (ISBN 978-90-429-2651-6)

### En allemand, latin et anglais
- 1963 : Pythagoras. Legende - Lehre - Lebensgestaltung (trad. de Jamblique, La vie de Pythagore)

- 1964 : Silius Italicus: Freiheit und Gebundenheit römischer Epik
- 1968 : Ovid (Wege der Forschung; Mitherausgeber)
- 1971 : Meister römischer Prosa von Cato bis Apuleius
- 1972 : Goethe und das Volkslied
- 1972 : Der Teppich als literarisches Motiv
- 1973 : Marcus Tullius Cicero, Sprache und Stil
- 1977 : Römische Poesie
- 1987 : Die römische Literatur in Text und Darstellung (Hrsg. von Bd. 3)
- 1988 : Rom: Spiegel Europas. Texte und Themen (2. Auflage 1998)
- 1989 : Scripta Latina
- 1992 : Geschichte der römischen Literatur (2. Auflage 1994; Besprechung)
- 1999 : Roman Epic. An Interpretative Introduction
- 2000 : Das Buch der Verwandlungen
- 2000 : Vergil, Eklogen
- 2003 : Literatur als Brücke : Studien zur Rezeptionsgeschichte und Komparatistik
- 2004 : De simia Heidelbergensi, avec des illustrations de Henricus Coloniensis (Heiner Grombein), Heidelberg : Verlag Rudolf Spann  (ISBN 3-929280-23-X)
- 2004 : Wort und Wandlung. Senecas Lebenskunst
- 2005 : Lukrez in der europäischen Kultur
- 2005 : Bibliographie zum Fortwirken der Antike in den deutschsprachigen Literaturen des 19. und 20. Jahrhunderts (avec Walther Kißel et Werner Schubert)
- 2006 : 'Vergil'. Bucolica, Georgica, Aeneis. Eine Einführung, Heidelberg

## Distinctions
- 2004 : Prix Johann Heinrich Voß pour la traduction